# Des Moines (Iowa)
Pour les articles homonymes, voir Des Moines.
Des Moines (prononcé en français : /de.mwan/ ; en anglais : /də.ˈmɔɪn/ ) est la capitale de l'État de l'Iowa aux États-Unis. Fondée en 1843 en tant que Fort des Moines et prenant son nom actuel en 1857, la ville est située au confluent des rivières Raccoon et Des Moines. Elle est le siège du comté de Polk, avec une petite partie de son territoire dans le comté de Warren.
Au recensement des États-Unis de 2020, elle compte 214 133 habitants. Son agglomération en comprend 542 486, dont 53 889 habitants pour la ville de West Des Moines.

## Toponymie
La présence d'une confrérie trappiste, à l'embouchure de la rivière Des Moines, serait à l'origine du nom du lieu : fort des Moines devenu West Des Moines, une des villes de l'agglomération actuelle. La rivière Des Moines fut dénommée ainsi en raison du Tumulus du Moine, situé près de la ville de Saint-Louis, dans le Missouri, et sur lequel des missionnaires français édifièrent une chapelle en 1735 à l'époque de la Louisiane française.

## Histoire
En 1837, John Dougherty, un supplétif d'origine amérindienne, envoie un rapport à l'administration fédérale recommandant l'installation d'un poste militaire au confluent de deux rivières : Des Moines et Raccoon.[citation nécessaire] En 1843, le capitaine James Allen arrive sur place avec une compagnie de dragons. Initialement baptisé Fort Raccoon, le poste militaire fut rapidement renommé Fort Des Moines sur les instances du ministère de la Guerre.
Les premiers colons arrivent dès 1845 et commencent à s'établir sur les lieux actuellement occupés par le Principal Park, anciennement Sec Taylor Stadium. Les premières rues sont pavées en 1847. La première élection a lieu le 18 octobre 1851, réunissant 25 votants pour l'approbation des statuts de la municipalité. Le 25 octobre 1851, le révérend Thompson Bird devient le premier édile de la nouvelle cité. La ville est intégrée à l'État de l'Iowa en 1853. Les villes d’East Des Moines et Fort Des Moines fusionnent sous le nom de Des Moines en 1857. La même année, le statut de capitale d’État passe d’Iowa City à Des Moines.
L'hôtel de ville est bâti en 1870. La caserne et le tribunal étaient hébergés dans le même bâtiment. Il est démoli en 1882 et remplacé par les Halles de la Cité. L'actuel hôtel de ville est construit en 1910. Au sortir de la Première Guerre mondiale, de nombreux vétérans se retrouvent au chômage. Une politique de travaux publics est alors lancée pour endiguer le problème. Plusieurs écoles sortent de terre dans la foulée. La crise de 1929 épargne relativement la ville, dont les affaires restent assez florissantes. En 1941, Des Moines compte 162 000 habitants.
Après la Seconde Guerre mondiale, la ville devient un centre administratif important. De nombreuses affaires dans le domaine de l'assurance se développent, encadrant des activités financières en pleine expansion.

## Géographie
Le climat de Des Moines est de type continental. Le total des précipitations est de 841 mm et la saison la plus arrosée est l'été. La température moyenne annuelle est de 10 °C. L'amplitude thermique annuelle est assez élevée (environ 32 °C). Le gel persiste de novembre à mars ; si la neige peut tomber en automne et au printemps, elle est plus importante en hiver. C'est la saison au cours de laquelle l'air polaire ou arctique descend sur l'Iowa. Le mois de mai marque le début de la saison des tornades car l’Iowa se situe dans la Tornado Alley. Les étés sont chauds (30-35 °C en juillet avec parfois des pointes à 38 °C) et humides à cause des remontées d'air tropical venu du golfe du Mexique. Ces dernières provoquent des inondations, aggravées par la crue de la rivière Des Moines, par exemple la grande inondation de 1851 (en). Elles compromettent certaines années (1993, 2008) les récoltes de céréales. La plus haute température fut de 43,3 °C le 25 juillet 1936 pendant une vague de chaleur, et le 4 août 1918.
| Mois         | jan.  | fév. | mars | avril | mai  | juin  | jui. | août  | sep. | oct. | nov. | déc. | année |
| ------------ | ----- | ---- | ---- | ----- | ---- | ----- | ---- | ----- | ---- | ---- | ---- | ---- | ----- |
| T. min. moy. | −11,8 | −9,1 | −2,4 | 4,4   | 10,8 | 16,2  | 19,2 | 17,6  | 12,5 | 5,9  | −1,2 | −8,8 | 4,4   |
| T. moy. (°C) | −7    | −4,1 | 2,9  | 10,5  | 16,8 | 22,1  | 24,8 | 23,3  | 18,4 | 11,9 | 3,9  | −4,2 | 9,9   |
| T. max. moy. | −2,2  | 0,9  | 8,3  | 16,6  | 22,8 | 27,9  | 30,4 | 29    | 24,2 | 17,9 | 8,9  | 0,3  | 15,4  |
| Préc. (mm)   | 24,4  | 28,2 | 59,2 | 85,3  | 93   | 113,3 | 96   | 106,7 | 89,7 | 66,5 | 45,5 | 33,5 | 841,3 |

## Économie

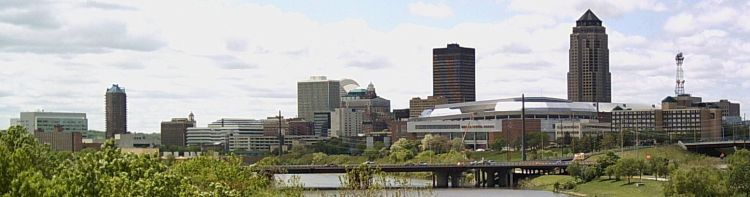
Vue du centre-ville de Des Moines.

Aujourd'hui, Des Moines reste la ville la plus importante de l’Iowa. Elle est un centre de commerce et d'industrie au cœur d’une grande région céréalière.
Beaucoup de compagnies d’assurance ont leur siège à Des Moines, y compris Principal Financial, EMC Insurance Group, Allied Insurance (groupe Nationwide), AmerUs Group et American Republic Insurance Company. Des Moines est désigné sous le nom de « Hartford de l’Ouest » pour cette raison. Principal Financial est la seule compagnie du Fortune 500 à avoir son siège à Des Moines ; elle y est classée à la 261e place en 2006.
Les plus gros employeurs de Des Moines sont (nombre d’employés entre parenthèses) :
1. Wells Fargo Banks (10 500)
2. Principal Financial (7 600)
3. Mercy Medical Center (4 467)
4. Iowa Health System, operators of Iowa Methodist Medical Center and Iowa Lutheran Hospital (4 018)
5. Wells Fargo Financial (3 710)
6. MidAmerican Energy Company (3 500)
7. Pioneer Hi-Bred International (2 000)
8. Firestone Agricultural Tire Company (1 800)
9. UPS (1 600)
10. FBL Financial Group (1 551)
11. Citigroup's Citi Cards division (1 500)
12. Qwest (1 500)
13. Wellmark Blue Cross and Blue Shield of Iowa (1 470)
14. Hy-Vee supermarkets (1 423)
15. John Deere Des Moines Works (1 390)
16. Allied Insurance (1 228)
17. Communications Data Services (1 200)
18. Casey's General Stores (1 076)
19. Prairie Meadows Racetrack and Casino (1 021)
20. Meredith (964)

## Transports

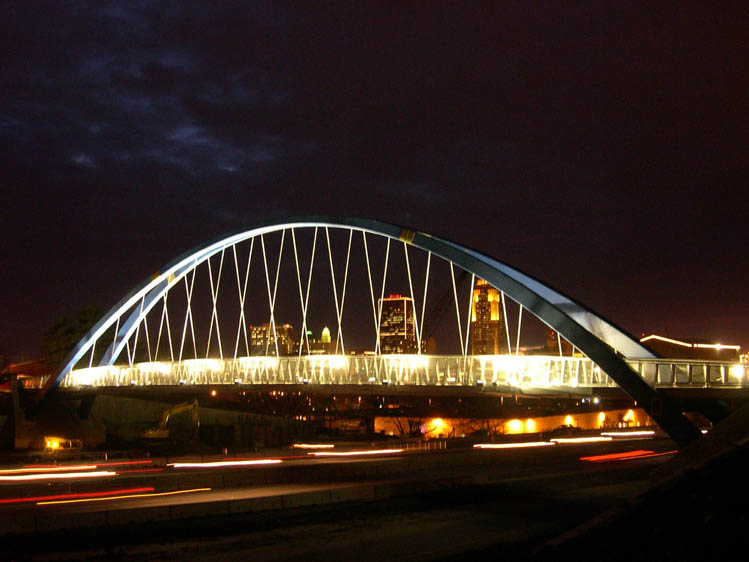
Le pont Edna M. Griffin au-dessus de l'Interstate 235.
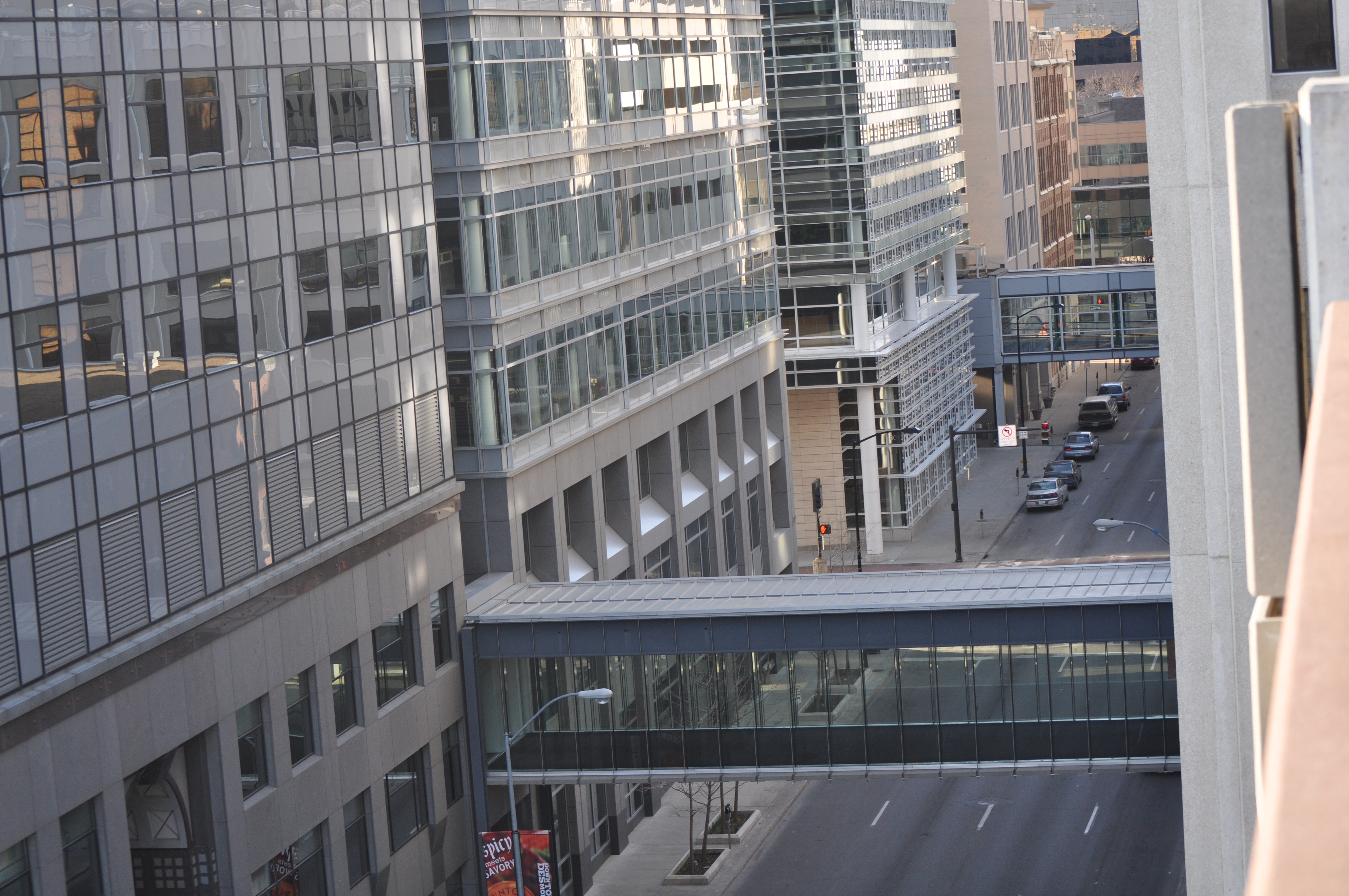
Tunnels connectant deux immeubles sur la 8e rue dans le centre-ville.
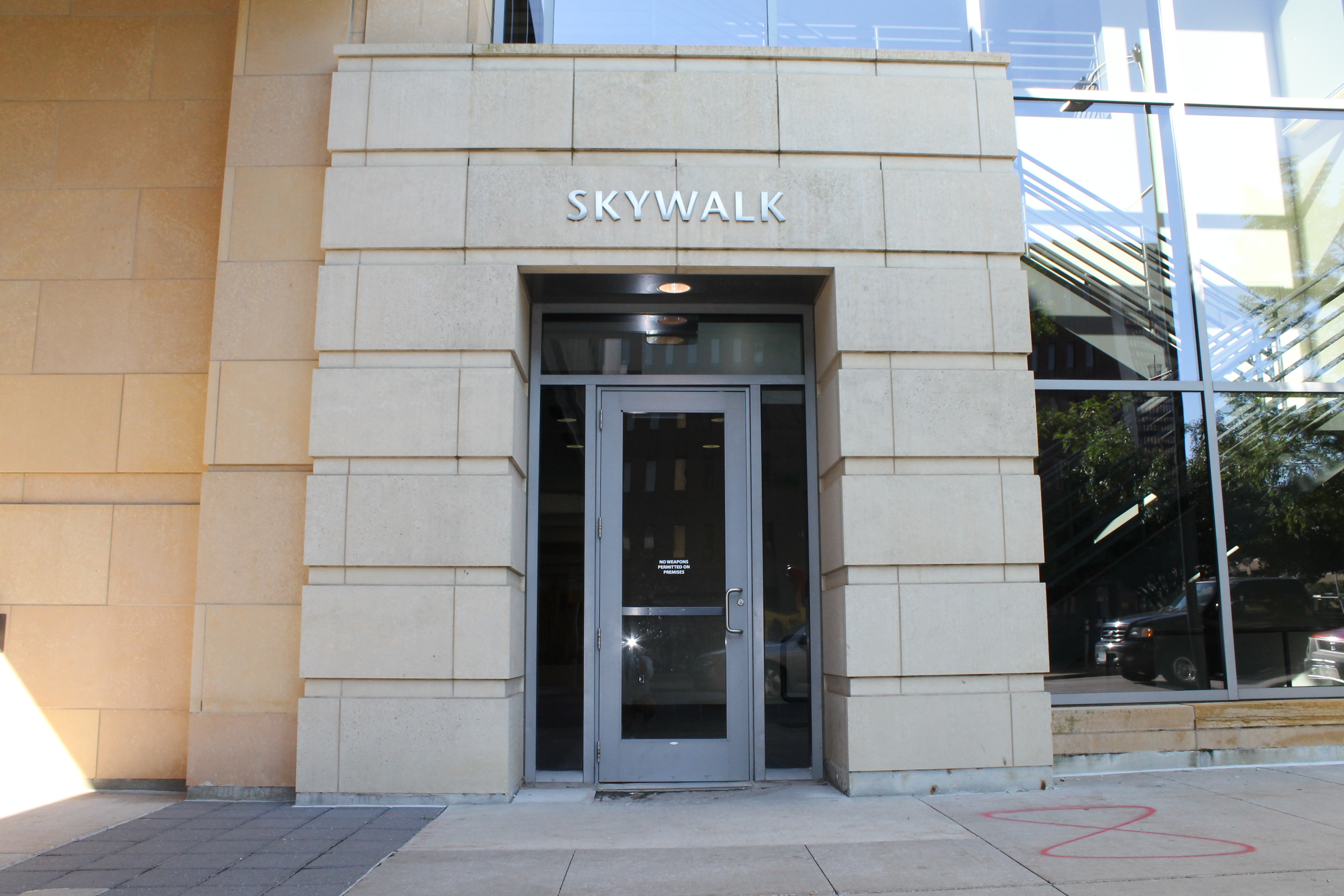
Une entrée du Skywalk.

La ville a un système de ponts couverts exclusivement piétonniers dans son centre-ville, reliant les bâtiments entre eux. L'Interstate 235 (I-235) traverse la ville.
La ville est desservie par un aéroport qu'elle détient, et ayant accueilli environ 2 400 000 passagers en 2016.

## Démographie
| Groupe            | Des Moines | Iowa | États-Unis |
| ----------------- | ---------- | ---- | ---------- |
| Blancs            | 76,4       | 91,3 | 72,4       |
| Afro-Américains   | 10,3       | 2,9  | 12,6       |
| Autres            | 5,0        | 1,8  | 6,2        |
| Asiatiques        | 4,4        | 1,7  | 4,8        |
| Métis             | 3,4        | 1,8  | 2,9        |
| Amérindiens       | 0,5        | 0,4  | 0,9        |
| Océaniens         | 0,1        | 0,1  | 0,2        |
| Total             | 100        | 100  | 100        |
|                   |            |      |            |
| Latino-Américains | 12,0       | 5,0  | 16,7       |

Selon l'American Community Survey, pour la période 2011-2015, 15,2 % des familles vivent en dessous du seuil de pauvreté. Ce pourcentage s'élève à 42,8 % pour les femmes seules élevant des enfants de moins de 5 ans.
Selon l'American Community Survey, pour la période 2011-2015, 82,74 % de la population âgée de plus de 5 ans déclare parler anglais à la maison, alors que 9,31 % déclare parler l'espagnol, 1,46 % une langue africaine, 1,09 % le vietnamien, 0,86 % le lao, 0,59 % l'arabe, 0,58 % le serbo-croate et 3,37 % une autre langue.

## Politique et administration

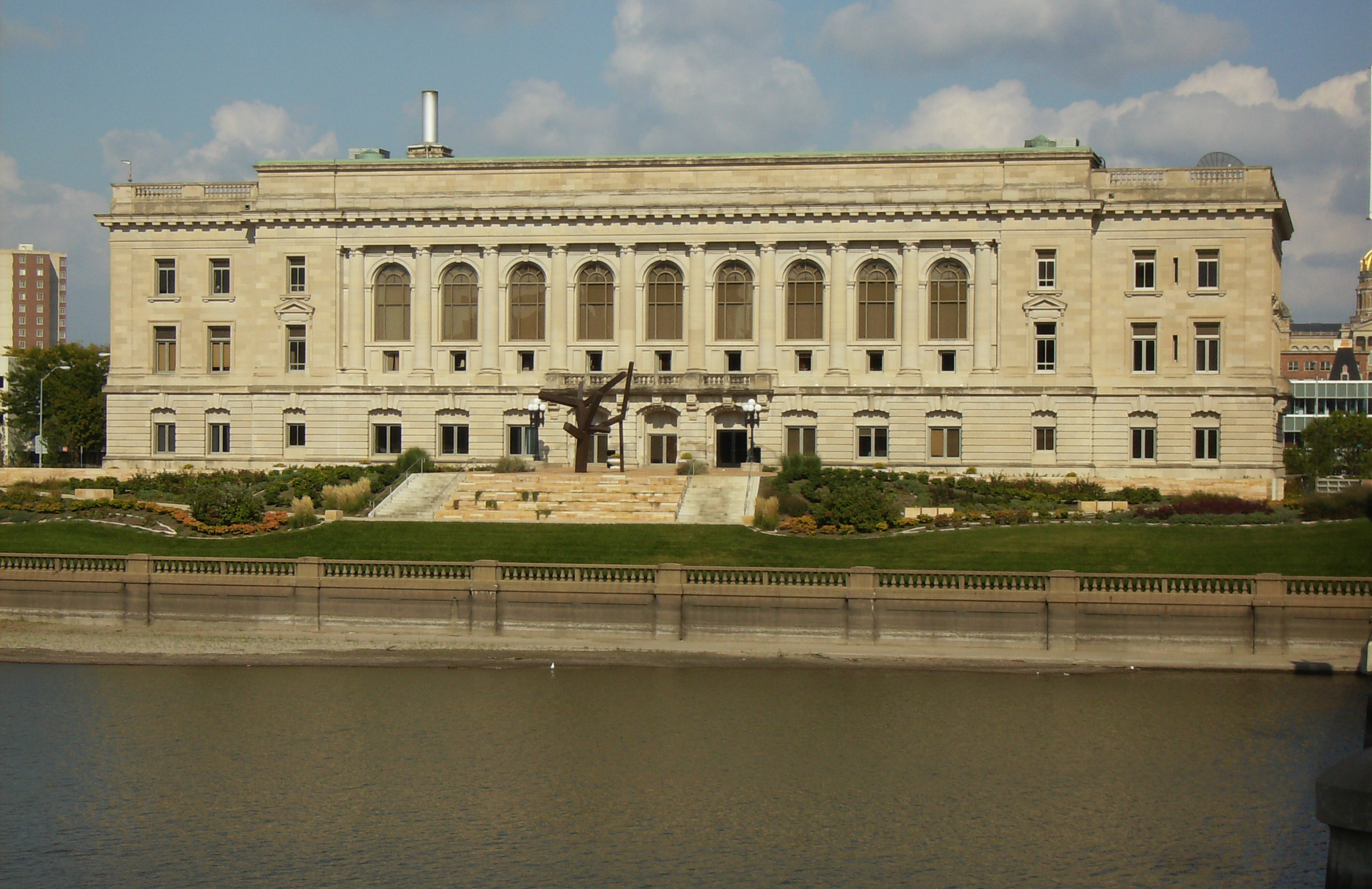
L'hôtel de ville de Des Moines.

La ville est dirigée selon un système de gérance municipale par un conseil de sept membres élus pour un mandat de quatre ans, comprenant le maire et deux conseillers (tous trois élus At-large) et quatre conseillers (représentant chacun un des quatre districts de la ville), ainsi que par un city manager qui gère les affaires municipales en fonction de la politique définie par le conseil. Des Moines est une ville bastion pour le Parti démocrate. Connie Boesen (en) est la première femme élue maire de la ville en novembre 2023.

### Liste des maires
| Période                                  | Période       | Identité          | Étiquette | Qualité |
| ---------------------------------------- | ------------- | ----------------- | --------- | ------- |
| Les données manquantes sont à compléter. |               |                   |           |         |
| 1996                                     | mai 1997      | Arthur Davis      | D         |         |
| mai 1997                                 | novembre 1997 | Robert D. Ray     | R         | intérim |
| novembre 1997                            | janvier 2004  | Preston Daniels   | D         |         |
| janvier 2004                             | janvier 2024  | Frank Cownie (en) | D         |         |
| 2 janvier 2024                           | en cours      | Connie Boesen     | D         |         |

## Culture

### Éducation
Parmi les instituts universitaires situés alentour, l’université Drake (fondée en 1881) et l’université de médecine ostéopathique et des sciences de la santé (1898). L'université d'État de l'Iowa est, elle, située à Ames (Iowa), à 48 km de Des Moines, et compte environ 27 000 étudiants.

### Événements
Tous les ans en août se tient à Des Moines la Foire d'État de l'Iowa.

### Monuments
Les sites intéressants de la ville sont :
- Le Capitole d’État (1871-1884)
- Le centre d’Arts de Des Moines, musée qui se trouve dans un bâtiment (inauguré en 1958) dessiné par l’architecte d’origine finlandaise Eero Saarinen
- La cathédrale Saint-Ambroise (néoromane)
- Le Ruan Center, gratte-ciel de 139 m de haut, ancien plus haut bâtiment de l'État
- Le 801 Grand, plus grand gratte-ciel de la ville
- Le Salisbury House and Gardens

### Sports

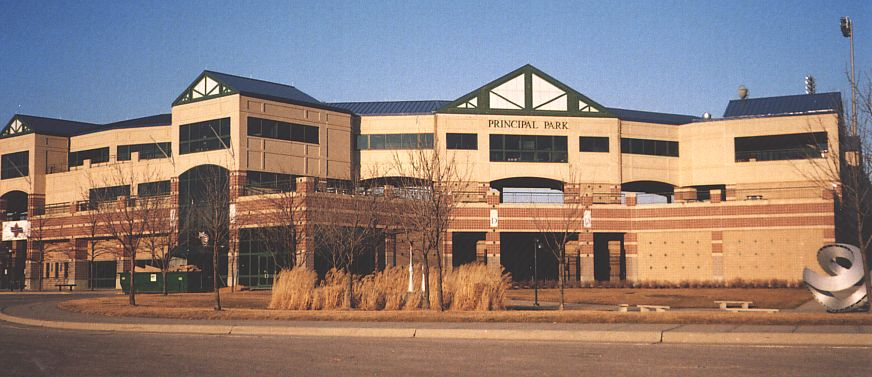
Le Principal Park (stade des Cubs).

- Cubs de l'Iowa, club de baseball jouant dans la Pacific Coast League.
- Menace de Des Moines (en), club de soccer.
- Buccaneers de Des Moines jouant dans la United States Hockey League.
- Chops de l'Iowa jouant dans la Ligue américaine de hockey.
- Bulldogs de Drake, club omnisports universitaire de l'Université Drake.

### Musique
- Slipknot, groupe de nu metal américain.
- Stone Sour, groupe de metal alternatif américain.
- Vended, groupe de metal américain avec Griffin Taylor au chant (fils de Corey Taylor) et Simon Crahan à la batterie (fils de Shawn Crahan).

## Évêché
- Diocèse de Des Moines
- Liste des évêques de Des Moines
- Cathédrale Saint-Ambroise de Des Moines

## Jumelages
- Gatineau (Québec)
- Saint-Étienne (France)
- Kōfu (Japon)
- Naucalpan de Juárez (Mexique)
- Shijiazhuang (Chine)
- Paspébiac (Québec)

## Dans la culture populaire
- Des Moines est citée dans le film Sur la route de Madison, de Clint Eastwood.
- Elle est également nommée dans l'épisode L'Homme des glaces de South Park comme étant en retard de deux ans par rapport au reste du monde.
- Elle est le lieu où s'exile, dans le film de James L. Brooks, Tendres Passions, la fille de Shirley MacLaine.
- Elle est citée dans la mini-série de sciences fiction Les Langoliers de Stephen King
- Elle est citée dans l’ouvrage de Bill Bryson Ma fabuleuse enfance dans l’Amérique des années 1950.
- Le film Champions (2023) de Bobby Farrelly avec Woody Harrelson se déroule à Des Moines.